# Juliaetta
Juliaetta ist eine City im Latah County in Idaho, Vereinigte Staaten. Beim United States Census 2000 hatte die Stadt 609 Einwohner.

## Geographie
Juliaettas geographische Koordinaten sind 46° 35′ N, 116° 42′ W (46,577642, −116,707835). Der Ort liegt etwa drei Kilometer nördlich der Nez Percé Reservation. Der Potlatch River verläuft parallel zum Idaho State Highway 3.
Nach den Angaben des United States Census Bureaus hat die City eine Fläche von 1,8 km², alles davon sind Landflächen.

## Demographie
Zum Zeitpunkt des United States Census 2000 bewohnten Juliaetta 609 Personen. Die Bevölkerungsdichte betrug 331,2 Personen pro km². Es gab 275 Wohneinheiten, durchschnittlich 149,5 pro km². Die Bevölkerung Juliaettas bestand zu 96,72 % aus Weißen, 2,13 % Schwarzen oder African American, 0,16 % Native American, 0 % Asian, 0 % Pacific Islander, 0 % gaben an, anderen Rassen anzugehören und 0,99 % nannten zwei oder mehr Rassen. 0,82 % der Bevölkerung erklärten, Hispanos oder Latinos jeglicher Rasse zu sein.
Die Bewohner Juliaettas verteilten sich auf 255 Haushalte, von denen in 25,5 % Kinder unter 18 Jahren lebten. 56,5 % der Haushalte stellten Verheiratete, 9,8 % hatten einen weiblichen Haushaltsvorstand ohne Ehemann und 31,0 % bildeten keine Familien. 27,5 % der Haushalte bestanden aus Einzelpersonen und in 14,5 % aller Haushalte lebte jemand im Alter von 65 Jahren oder mehr alleine. Die durchschnittliche Haushaltsgröße betrug 2,39 und die durchschnittliche Familiengröße 2,89 Personen.
Die Bevölkerung verteilte sich auf 24,1 % Minderjährige, 7,7 % 18–24-Jährige, 22,8 % 25–44-Jährige, 28,1 % 45–64-Jährige und 17,2 % im Alter von 65 Jahren oder mehr. Der Median des Alters betrug 41 Jahre. Auf jeweils 100 Frauen entfielen 106,4 Männer. Bei den über 18-Jährigen entfielen auf 100 Frauen 101,7 Männer.
Das mittlere Haushaltseinkommen in Juliaetta betrug 33.295 US-Dollar und das mittlere Familieneinkommen erreichte die Höhe von 39.250 US-Dollar. Das Durchschnittseinkommen der Männer betrug 31.875 US-Dollar, gegenüber 18.594 US-Dollar bei den Frauen. Das Pro-Kopf-Einkommen belief sich auf 14.606. US-Dollar. 12,3 % der Bevölkerung und 4,2 % der Familien hatten ein Einkommen unterhalb der Armutsgrenze, davon waren 16,7 % der Minderjährigen und 5,7 % der Altersgruppe 65 Jahre und mehr betroffen.

## Geschichte
Die Siedlung hieß ursprünglich nach Rupert Scupfer, einem der ersten Siedler in diesem Gebiet Schupferville. 1882 erhielt die Stadt ihren Namen von ihrem ersten Postmeister, Charles Snyder. Er benannte die Stadt nach seinen beiden Töchtern Julia und Etta.
Die Bank of Juliaetta ist ein in das National Register of Historic Places eingetragenes Gebäude an der Main Street, das 1889 erbaut wurde und heute ein Restaurant beherbergt.

## Belege
1. ↑  Lalia Boone: Idaho Place Names, A Geographical Dictionary. University of Idaho Press, Moscow, Idaho 1988, ISBN 0-89301-119-3 (englisch).
2. ↑  Lillian Woodworth Otness: A Great good country: a guide to historic Moscow and Latah County, Idaho. Latah County Historical Society, Moscow, Idaho 1983, ISBN 0-914429-10-8, S. 156 (englisch).
3. ↑  Index by State and Name with Database Details. National Register of Historic Places, archiviert vom Original am 29. August 2009; abgerufen am 15. Februar 2010 (englisch).  Info: Der Archivlink wurde automatisch eingesetzt und noch nicht geprüft. Bitte prüfe Original- und Archivlink gemäß Anleitung und entferne dann diesen Hinweis.